# Aloe buhrii
Aloe buhrii är en grästrädsväxtart som beskrevs av John Jacob Lavranos. Aloe buhrii ingår i släktet Aloe och familjen grästrädsväxter. Inga underarter finns listade i Catalogue of Life.

## Bildgalleri

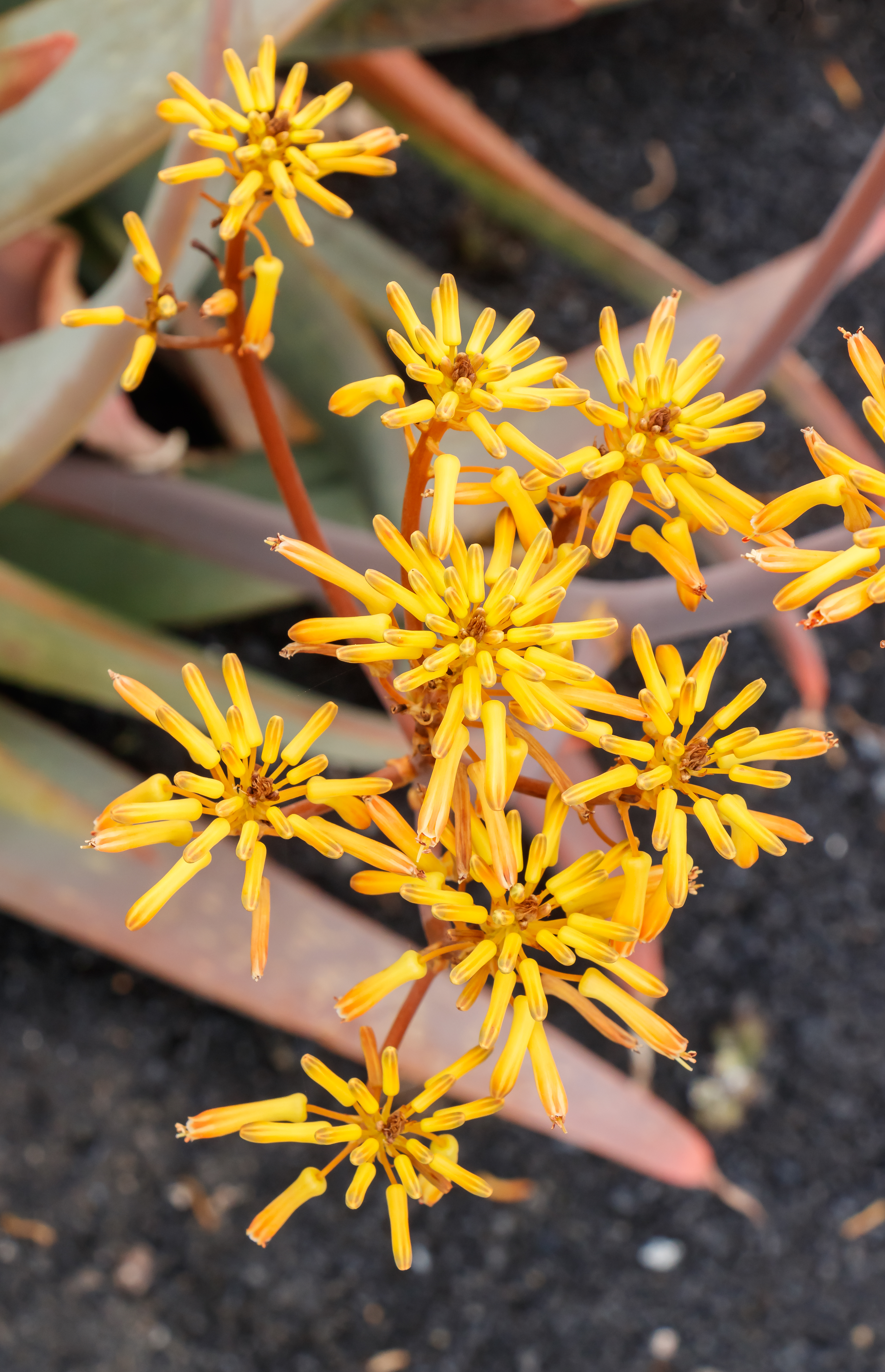
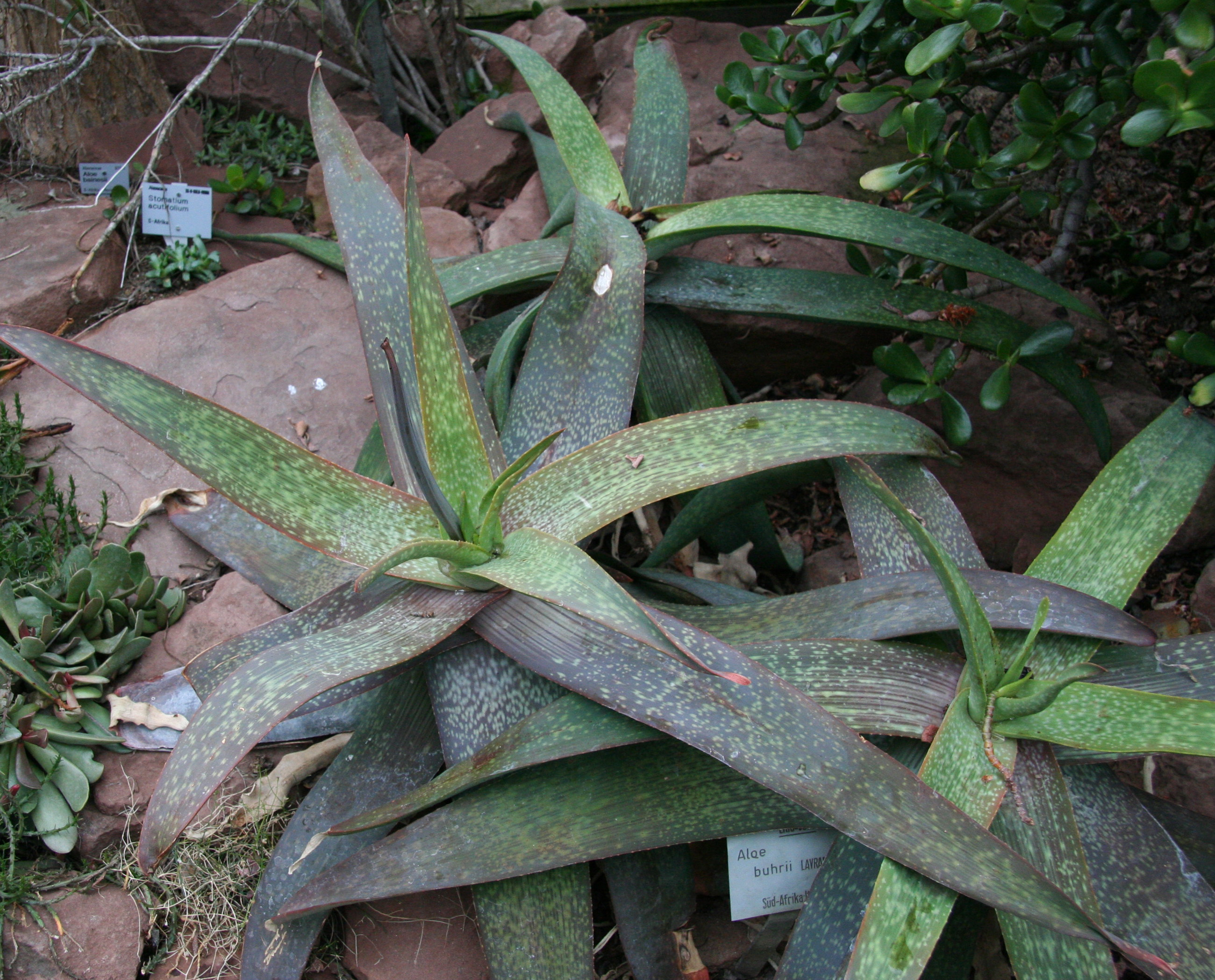